# كوكو أرتشيبونغ
كوكو أرتشيبونغ (بالإنجليزية: Koko Archibong)‏ مواليد 10 مايو 1981 في نيويورك، هو لاعب كرة سلة أمريكي. بدأ مسيرته الاحترافية في سنة 2003. يبلغ طوله 6 قدم 9 بوصة (2.1 م). مثّل منتخب بلاده. شارك في دورة الألعاب الأولمبية الصيفية سنة 2012.

## المسيرة الاحترافية
لعب مع بروس باسكتس في الدوري الألماني من سنة 2004 إلى 2006، ثم لعب مع ألبا برلين في موسم 2006–2007، ثم لعب مع سكايلاينرز فرانكفورت في الدوري الألماني في موسم 2007–2008، ثم لعب مع أسكو غدينيا في موسم 2008–2009، ثم لعب مع ميدي بايرويت في الدوري الألماني في موسم 2010–2011، ثم لعب مع غيسن فورتي سيكسرز في موسم 2011–2012.

## روابط خارجية
- كوكو أرتشيبونغ على موقع الاتحاد الدولي لكرة السلة (الإنجليزية)
- كوكو أرتشيبونغ على موقع الدوري الأوروبي لكرة السلة (الإنجليزية)
- كوكو أرتشيبونغ على موقع كرة السلة الأوروبية.كوم (الإنجليزية)
- كوكو أرتشيبونغ على موقع DraftExpress.com (الإنجليزية)
- كوكو أرتشيبونغ على موقع كلية كرة السلة في سبورتس رفرنس.كوم (الإنجليزية)
- كوكو أرتشيبونغ على موقع ريلجم (الإنجليزية)
- كوكو أرتشيبونغ على موقع بروبوليرز (الإنجليزية)
- كوكو أرتشيبونغ على موقع سبورتس رفرنس (الإنجليزية)
- كوكو أرتشيبونغ على موقع أوليمبيديا (الإنجليزية)